# Roccaforte del Greco
Roccaforte del Greco község (comune) Calabria régiójában, Reggio Calabria megyében.

## Fekvése
A megye központi részén fekszik, az Aspromonte területén. Határai: Bagaladi, Cardeto, Condofuri, Reggio Calabria, Roghudi, San Lorenzo, Santo Stefano in Aspromonte, Scilla és Sinopoli.

## Története
A 14. században alapították. A 19. században nyerte el önállóságát, amikor a Nápolyi Királyságban felszámolták a feudalizmust.

## Népessége
A népesség számának alakulása:

## Főbb látnivalói
- San Rocco-templom
- Spirito Santo-templom
- Madonna Assunta-templom